# Élections générales yukonnaises de 1989
L'élection générale yukonnaise de 1989 fut tenue le 20 février 1989 afin d'élire les 16 députés à l'Assemblée législative du territoire canadienne du Yukon. Le Nouveau Parti démocratique, dirigé par Tony Penikett est réélu pour un deuxième mandat d'un gouvernement majoritaire avec 9 sièges. Le Parti progressiste-conservateur de Willard Phelps forme encore l'opposition officielle avec 7 sièges. Le Parti libéral de Jim McLachlan fut rayé de la carte pour la deuxième fois.

## Résultats
| Parti | Parti                      | Chef           | # de candidats | Sièges | Sièges | Sièges  | Voix | Voix   | Voix    |
| ----- | -------------------------- | -------------- | -------------- | ------ | ------ | ------- | ---- | ------ | ------- |
| Parti | Parti                      | Chef           | # de candidats | 1985   | Élus   | % Diff. | #    | %      | % Diff. |
|       | Nouveau Parti démocratique | Tony Penikett  |                | 8      | 9      | +13 %   |      | 45,0 % |         |
|       | Progressiste-conservateur  | Willard Phelps |                | 6      | 7      | +17 %   |      | 43,9 % |         |
|       | Libéral                    | Jim McLachlan  |                | 2      | 0      | -100 %  |      | 11,1 % |         |
| Total | Total                      | Total          |                | 16     | 16     | -       |      | 100 %  |         |